# Scheldeprijs 2025 (mannen)
Bij de mannen was het de 113e editie van deze wedstrijd die, zoals gebruikelijk, eindigde in een sprint voor de zege. De Belg Tim Merlier sprintte naar de zege, dat deed hij ook al in 2024.  Deze editie stond zijn landgenoot Jasper Philipsen naast Merlier op het podium, ook dat was in 2024 het geval. De Italiaan Matteo Moschetti maakte het podium volledig. De 25 overgebleven renners sprintten om de zege in deze wedstrijd, die startte in het Nederlandse Terneuzen en waarvan de eindstreep lag in Schoten. De wedstrijd was onderdeel van de UCI ProSeries.

## Uitslag
| Plaats  | Naam                  | Ploeg                   | tijd     |
| ------- | --------------------- | ----------------------- | -------- |
| Winnaar | Tim Merlier           | Soudal Quick-Step       | 4u15'15" |
| 2       | Jasper Philipsen      | Alpecin-Deceuninck      | z.t.     |
| 3       | Matteo Moschetti      | Q36.5 Pro Cycling Team  | z.t.     |
| 4       | Milan Fretin          | Cofidis                 | z.t.     |
| 5       | Danny van Poppel      | Red Bull-BORA-hansgrohe | z.t.     |
| 6       | Stanisław Aniołkowski | Cofidis                 | z.t.     |
| 7       | Max Kanter            | XDS Astana Team         | z.t.     |
| 8       | Alexander Kristoff    | Uno-X Mobility          | z.t.     |
| 9       | Pavel Bittner         | Team Picnic PostNL      | z.t.     |
| 10      | Sasha Weemaes         | Wagner Bazin WB         | z.t.     |

Mannen: 1907 · 1908 · 1909 · 1910 · 1911 · 1912 · 1913 · 1914 · 1915 · 1916 · 1917 · 1918 · 1919 · 1920 · 1921 · 1922 · 1923 · 1924 · 1925 · 1926 · 1927 · 1928 · 1929 · 1930 · 1931 · 1932 · 1933 · 1934 · 1935 · 1936 · 1937 · 1938 · 1939 · 1940 · 1941 · 1942 · 1943 · 1944 · 1945 · 1946 · 1947 · 1948 · 1949 · 1950 · 1951 · 1952 · 1953 · 1954 · 1955 · 1956 · 1957 · 1958 · 1959 · 1960 · 1961 · 1962 · 1963 · 1964 · 1965 · 1966 · 1967 · 1968 · 1969 · 1970 · 1971 · 1972 · 1973 · 1974 · 1975 · 1976 · 1977 · 1978 · 1979 · 1980 · 1981 · 1982 · 1983 · 1984 · 1985 · 1986 · 1987 · 1988 · 1989 · 1990 · 1991 · 1992 · 1993 · 1994 · 1995 · 1996 · 1997 · 1998 · 1999 · 2000 · 2001 · 2002 · 2003 · 2004 · 2005 · 2006 · 2007 · 2008 · 2009 · 2010 · 2011 · 2012 · 2013 · 2014 · 2015 · 2016 · 2017 · 2018 · 2019 · 2020 · 2021 · 2022 · 2023 · 2024 · 2025
Vrouwen: 2021 · 2022 · 2023 · 2024 · 2025
Ronde van Valencia ·
Ronde van Oman ·
Clásica de Almería ·
Figueira Champions Classic ·
Ronde van de Algarve ·
Ruta del Sol ·
Ardèche Classic ·
Drôme Classic ·
Kuurne-Brussel-Kuurne ·
Trofeo Laigueglia ·
Nokere Koerse ·
Milaan-Turijn ·
GP Denain ·
Bredene Koksijde Classic ·
Grote Prijs Miguel Indurain ·
Ronde van Hainan ·
Scheldeprijs ·
Brabantse Pijl ·
Ronde van de Alpen ·
Ronde van Turkije ·
Grote Prijs van de Morbihan ·
Tro Bro Léon ·
Klassiek Duinkerke-GP van de Hauts-de-France ·
Vierdaagse van Duinkerke ·
Ronde van Hongarije ·
Veenendaal-Veenendaal ·
Antwerp Port Epic ·
Boucles de la Mayenne ·
Ronde van Noorwegen ·
Ronde van Slovenië ·
Brussels Cycling Classic ·
Dwars door het Hageland ·
Mont Ventoux Dénivelé Challenge ·
Ronde van België ·
Ronde van Qinghai ·
Ronde van Wallonië ·
Ronde van Burgos ·
Arctic Race of Norway ·
Ronde van Denemarken ·
Circuit Franco-Belge ·
Ronde van Duitsland ·
Ronde van Groot-Brittannië ·
Maryland Cycling Classic ·
GP Industria & Artigianato-Larciano ·
Coppa Sabatini ·
Grote Prijs van Fourmies ·
Grote Prijs van Wallonië ·
Ronde van Luxemburg ·
Super 8 Classic ·
Ronde van Langkawi ·
Ronde van het Münsterland ·
Ronde van Emilia ·
Coppa Bernocchi ·
Ronde van de Drie Valleien ·
Ronde van Piemonte ·
Ronde van het Taihu-meer ·
Parijs-Tours ·
Ronde van Veneto ·
Japan Cup ·
Veneto Classic